# KDE
KDE Software Compilation je desktopové prostředí pro Linux a další unixové operační systémy. První verze KDE byla vytvořena roku 1997.
KDE je velice oblíbené a je zastoupené téměř v každé linuxové distribuci.
Současně dal rozvoj KDE příležitost vzniku aplikací přímo v tomto prostředí. Je z velké části počeštěno a přeloženo do mnoha dalších jazyků (celkem 91 jazykových mutací).
Písmenko „K“ má vyjadřovat „Kool“ (jméno bylo záměrně jako slovní hříčka vloženo do akronymu CDE, Common Desktop Environment), ale časem přešlo do pouhého „K“.
Dalším všeobecně známým a používaným grafickým uživatelským prostředím pro unixové systémy je GNOME.

## Historie

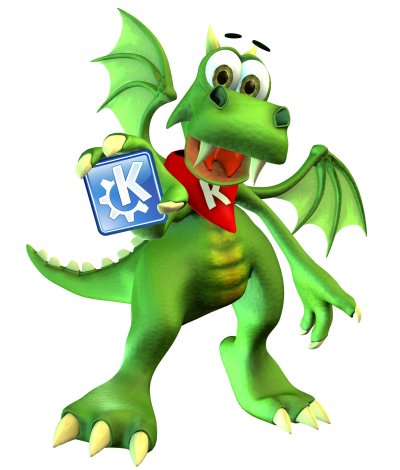
Dráček Konqi, původní maskot projektu KDE

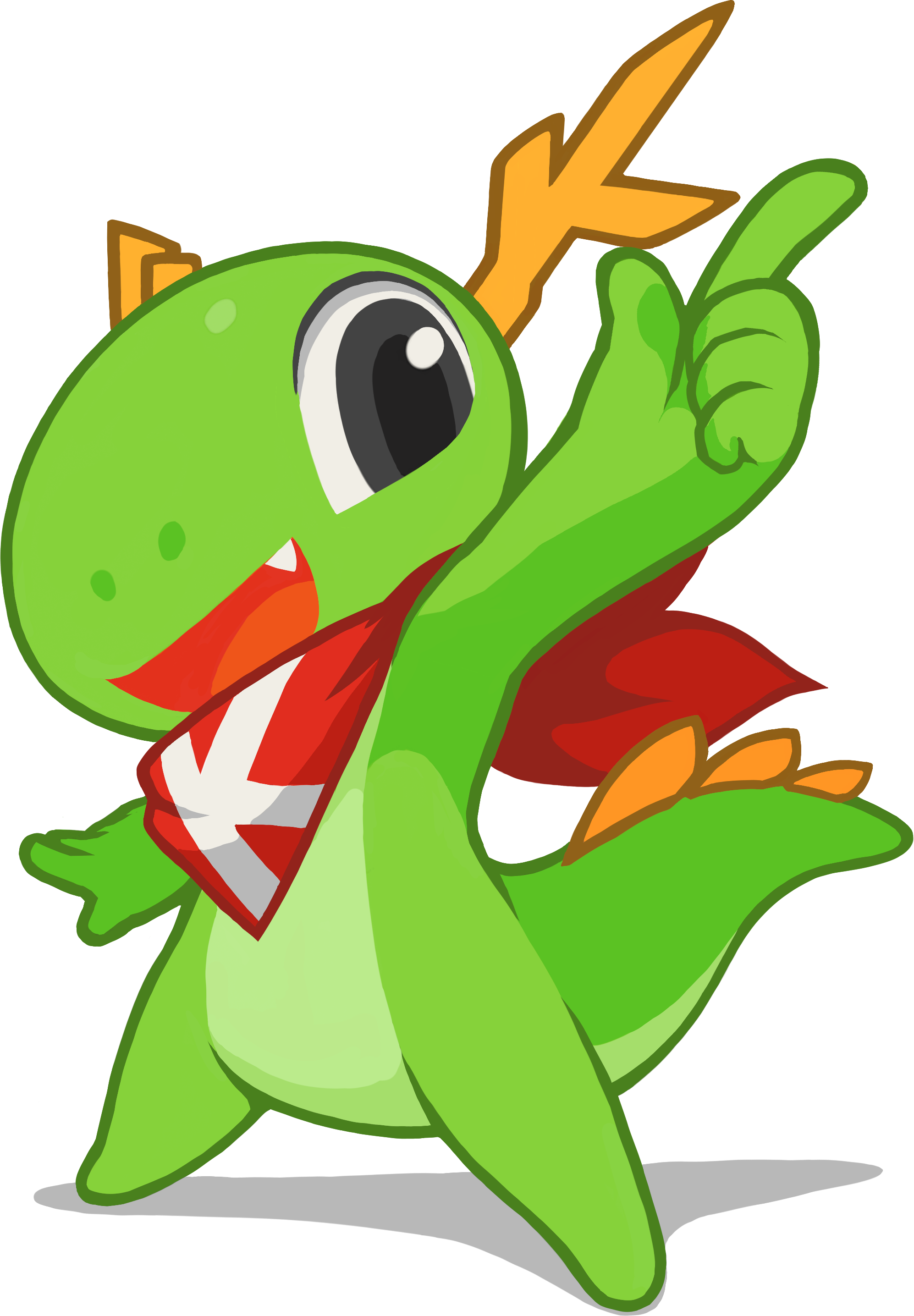
Konqi po redesignu

KDE bylo založeno Matthiasem Ettrichem roku 1996, když byl studentem Univerzity Eberharda Karla v Tübingenu. Byl nespokojený se stavem desktopových prostředí pro Linux i jiné unixové systémy. Uprostřed svých připomínek v diskuzi kritizoval neexistenci jednotných programů. Něco, co bude vypadat stejně a bude jednoduché používat. Následovala velká odezva, a tak se zrodil projekt KDE.
Matthias použil pro KDE knihovnu Qt. A už v roce 1997 byla první verze tohoto komplexního projektu vydána. V té době ještě Qt nepoužívalo otevřenou licenci. Díky tomuto aspektu existovali i jiní programátoři, kteří se do KDE nezapojili, založili dva projekty na Harmony pro náhradu Qt knihoven a na GNOME k vytvoření projektu úplně bez KDE.
V listopadu roku 1998 se Troltech rozhodl změnit licenci na volnější Q Public License (QPL). Což sice mírně zlepšilo situaci, ale debaty o správnosti pokračovaly až do roku 2000, kdy se Trolltech rozhodl vydat unixovou verzi pod GNU General Public License (GPL).
V současnosti vyvíjená verze KDE 4.x je založena na Qt 4.x, která je vydána pod licencí GPL taktéž pro Windows a Mac OS X. Díky tomu bude moci KDE 4 a jeho aplikace běžet rovněž na těchto operačních systémech.
Obě nejvýznamnější linuxová desktopová prostředí, KDE a Gnome, jsou v současnosti zapojena v projektu Freedesktop.org.

### Verze
- KDE 1 – 12. července 1998
- KDE 2 – 23. října 2000
- KDE 3 – 3. dubna 2002
- KDE 4 – 11. prosince 2008
- KDE Plasma 5 – 15. července 2014
- KDE Plasma 6 – 26. března 2024

## Základní technologie KDE 4
- KHTML – Vykreslování HTML
- KParts – umožňuje používat komponenty KDE v jiných KDE programech (např. konsoli, editor Kate, prohlížeč Konqueror aj.)
- KWin – okenní manažer
- Qt – multiplatformní toolkit
- XMLGUI – framework pro vytváření GUI pomocí XML

### Balíčky
Z důvodů rozsáhlosti celého projektu je kvůli jednodušší instalaci KDE rozděleno do několika tzv. balíčků. Následující seznam ukazuje oficiální schéma, jakákoliv distribuce si však může vytvořit libovolné vlastní.
- aRts – KDE zvukový server
- kdelibs – základní knihovny obsahuje úplný základ KDE architektury
- kdebase – základní desktop a aplikace. Vyžaduje kdelibs
- kdeaccessibility – software zajišťující tzv. přístupnost – např. osobám se zrakovými vadami
- kdeaddons – doplňky
- kdeadmin – administrační nástroje, většinou pro správu Unixových systémů
- kdeartwork – vzhledové motivy (GUI styly, spořiče obrazovky, tapety atd.)
- kdeedu – vzdělávací software
- kdegames – hry
- kdegraphics – nástroje pro manipulaci s grafikou
- kde-i18n – balík internacionalizace KDE (překlady do jiných jazyků)
- kdemultimedia – multimediální software
- kdenetwork – síťové nástroje a síťový software
- kdepim – Kontact – balík s kalendářem, e-mailovým klientem, databází kontaktů apod.
- kdesdk – vývojářské nástroje
- kdetoys – hračky a věci pro pobavení
- kdeutils – utility
- kdewebdev – nástroje pro vývoj webu
- KOffice – balík KDE office, později nahrazen Calligrou

Mimo programů v uvedených balíčcích existují ještě další programy, které jsou zařazené do KDE, a z různých důvodů (např. odlišnost vývojového cyklu) nejsou zařazeny do hlavního stromu KDE. K těmto aplikacím patří například K3b, Amarok či KTorrent. Jejich úplný seznam se nachází na domovské stránce.

## Aplikace, které jsou součástí KDE
Součástí KDE je řada aplikací vhodných k nejrůznějším uživatelským činnostem. Častým společným znakem těchto aplikací je písmeno „K“ v názvu (avšak tento zvyk není pravidlem). Mezi nejvýznamnější programy patří:
- Amarok – hudební přehrávač
- digiKam – program na správu fotografií
- Discover – grafický správce balíčků
- K3b – program vypalující CD a DVD
- Kaffeine – multimediální přehrávač (video a DVD)
- Kate – textový editor
- KDevelop – integrované vývojové prostředí
- kdenlive - nelineární editor videa
- KMail – e-mailový klient
- KOffice – kompletní kancelářský balík
- Konqueror – webový prohlížeč a integrovaný správce souborů (přechod od Konqueroru k programu Dolphin)
- Kontact – kalendář a groupware klient
- Konversation – IRC klient
- Kopete – instant messaging
- KPDF – prohlížeč PDF dokumentů
- Krusader – dvoupanelový správce souborů
- Krita - rastrový grafický editor
- Scribus – DTP system (obdoba QuarkXPress nebo Adobe InDesign)
- SuperKaramba – informační applety na ploše (obdoba Dashboard z Mac OS X či Gadgets z Windows Vista)
- Yakuake – interaktivní emulátor terminálu